# Geneviève Bianquis
Pour les articles homonymes, voir Bianquis.
Geneviève Bianquis, née le 15 septembre 1886 à Rouen et morte le 24 mars 1972 à Antony, est une germaniste et traductrice française, spécialiste de la période goethéenne et des femmes du romantisme allemand.

## Formation et carrière universitaire
Geneviève Bianquis est la fille aînée du pasteur protestant Jean Bianquis et de son épouse Lucy Dugas. Elle fait des études d'allemand à la faculté des lettres de Paris auprès de Charles Andler et Henri Lichtenberger et est reçue première à l'agrégation d'allemand (mixte) en 1908. Elle soutient une thèse de doctorat consacrée à la poétesse allemande « Caroline de Günderode, 1780-1806 », en 1910,. Elle enseigne dans les lycées de Saint-Quentin (1911-1919) et de Reims (1919-1920) puis est nommée au lycée Fénelon à Paris.
Elle soutient en 1926 sa thèse de doctorat d'État, intitulée La Poésie autrichienne de Hofmannsthal à Rilke, publiée aux PUF, devenant la dixième docteure ès lettres de la Sorbonne. Elle est nommée maîtresse de conférences en juin 1930 à la faculté de Dijon, première femme à occuper un tel poste dans une université de province. Six ans plus tard, elle est professeure de langue et de littérature germaniques. En 1938, elle est élue membre du comité de la Société des agrégées de l’enseignement secondaire. Elle milite à la SFIO et est membre du Comité de vigilance des intellectuels antifascistes de Dijon. Elle rejoint le Parti communiste en 1936. Elle est révoquée par le régime de Vichy. Ce n'est qu'en 1946 qu'elle reprendra son poste à l'université de Dijon.
En 1945, elle participe à la fondation de la Société française d'études nietzschéennes. Entre 1946 et 1947, Geneviève Bianquis est la cofondatrice de la revue Études germaniques.
Elle est l'auteure de nombreuses traductions : Martin Buber, Friedrich Nietzsche, Friedrich Hölderlin, Novalis, Thomas Mann, etc.
Elle prend sa retraite académique en 1956. Elle meurt à Antony le 24 mars 1972, âgée de 85 ans.

## Engagements
Le dictionnaire du mouvement ouvrier Le Maitron signale que Geneviève Bianquis était une militante socialiste, qui fut d'abord engagée à la SFIO, où elle a côtoyé Léon Blum. Elle appartint également au Comité de vigilance des intellectuels antifascistes. En 1936, elle adhéra au Parti communiste. Sous l'Occupation, elle prit part aux activités de la Résistance. Après-guerre, elle a milité auprès du Mouvement de la Paix et fut pressentie comme déléguée française au Conseil mondial de la paix de 1952.

## Œuvres
- La Poésie autrichienne de Hofmannsthal à Rilke, Paris, Presses universitaires de France, 1926

- Prix Bordin 1927 de l’Académie française
- Nietzsche en France. L'influence de Nietzsche sur la pensée française, Paris, 1929
- Nietzsche, Éditions Rieder, 1933
- Faust à travers quatre siècles, Paris, 1935

- Prix Kastner-Boursault de l'Académie française
- Histoire de la littérature allemande, Paris, 1936

- Prix d’Académie 1937 de l'Académie française
- Henri Heine. L'Homme et l'œuvre, Paris, 1948
- La Vie quotidienne en Allemagne à l'époque romantique (1795-1830), Paris, 1958

- Prix Albéric-Rocheron 1959 de l'Académie française
- Amours en Allemagne à l'époque romantique, Hachette, 1961

### Traductions
- Nietzsche, La volonté de puissance, texte établi par Friedrich Würzbach (en) et traduit par Geneviève Bianquis, Gallimard, 1935 (tome 1), 1937 (tome 2).
- Hölderlin, Poèmes / Gedichte, traduction de Geneviève Bianquis, Paris, Aubier, 1943.
- Novalis, Petits écrits / Kleine schriften, traduit et présenté par Geneviève Bianquis, professeur à l'Université de Dijon, Paris, Aubier, éd. Montaigne, 1947.
- Nietzsche, Ainsi parlait Zarathoustra (Also spracht Zarathustra), texte allemand et traduction de Geneviève  Bianquis, Paris, 1968, Aubier-Montaigne.
- Thomas Mann, Les Buddenbrook (Buddenbrooks : Verfall einer Familie, Éditeur : S. Fischer Verlag, Berlin, 1901), traduction de Geneviève Bianquis, Fayard, 1932.
- Goethe, Élégies romaines, traduction de Geneviève Bianquis, Paris, Aubier, éd. Montaigne, Collection bilingue des classiques étrangers, 1955.
- Jean Paul, La Loge invisible, roman, 1791-1793, trad. fr. Geneviève Bianquis, Paris, José Corti, 429 p., 1965.
- Martin Buber, JE et TU, traduction de Geneviève Bianquis, Aubier Montaigne, 1969.

## Hommages et distinctions
- Chevalière de la Légion d'honneur (décret du 30 août 1949)
- Médaille d'or de l'Institut Goethe
- Une rue de Dijon porte son nom
- Le prix de thèse de l'Association des germanistes de l'enseignement supérieur porte son nom depuis 2020[8]